# Pacte civil de solidarité
El pacto civil de solidaridad (en francés pacte civil de solidarité, abreviado como Pacs o pacs) es, junto con el matrimonio civil, una de las dos formas de unión civil admitidas en el derecho francés. Establecido desde el 15 de noviembre de 1999, el Pacs es un contrato establecido "entre dos personas mayores de edad, de sexo diferente o del mismo sexo, para organizar su vida en común. Crea derechos y obligaciones para los contrayentes, en particular «ayuda mutua y material»".
Para poder firmar un Pacs, las partes deben ser mayores de edad, no tener otro Pacs vigente ni estar casados, y no tener parentesco con el otro firmante.